# 우광제
우광제(1988년 ~ )는 대한민국의 배우이다.

## 영화
- (2015년) 《대호》 ... 마에조노 소좌 전속부관 역
- (2019년) 《시동》 ... 건달들 역
- (2020년) 《히트맨》 ... 제이슨부하 10 역